# Флёров, Георгий Николаевич
Гео́ргий Никола́евич Флёров (17 февраля [2 марта] 1913, Ростов-на-Дону — 19 ноября 1990, Москва, СССР) — советский физик-ядерщик, один из отцов-основателей Объединённого института ядерных исследований в Дубне, академик АН СССР (1968). Герой Социалистического Труда. Лауреат Ленинской премии и дважды лауреат Сталинской премии.

## Биография
Родился в Ростове-на-Дону в семье Николая Михайловича Флёрова (1889–1928) и Елизаветы Павловны (Фрумы-Леи Перецовны) Браиловской (в первом браке Швейцер, 1888–1942). У него был старший брат Николай (1911–1989).
Отец Георгия был сыном священника из местечка Глухова Черниговской губернии, русский, служащий банка. Мать происходила из ростовской еврейской семьи. Будучи студентом медицинского факультета Киевского университета, в 1907 году отец был исключён из университета за революционную деятельность и выслан на Печору, где познакомился со своей женой. После окончания срока ссылки супруги вернулись в Ростов, где жили дед и бабушка будущего учёного — Перец Хаимович Браиловский и Хана Симховна Вайсберг. Здесь Георгий и его брат Николай закончили среднюю школу-девятилетку. После смерти отца оба воспитывались матерью, которая работала корректором в редакции газеты «Молот» до своего переезда к сыновьям в Ленинград в 1938 году (она погибла в блокадном Ленинграде в 1942 году).
Окончил школу в 1929 году, работал сначала чернорабочим, затем почти два года подручным электромонтёра Всесоюзного электротехнического объединения в Ростове-на-Дону и в конце концов смазчиком на паровозно-ремонтном заводе.
В 1932 году приехал в Ленинград, поселился у своей тётки — заведующей терапевтическим отделением Ленинградской районной больницы Софьи Павловны Браиловской — и поступил на работу электриком-парометристом на завод «Красный Путиловец».
В 1933 году был направлен заводом на инженерно-физический факультет Ленинградского Индустриального института им. М. И. Калинина. В 1936 году начал практику в лаборатории И. В. Курчатова, в 1938 году выполнил дипломную работу под его руководством и был оставлен в его группе в Ленинградском Физико-техническом институте.
Осенью 1941 года вступил в ряды ополчения, участвовал в боях под Ленинградом. С учётом образования был направлен в Военно-Воздушную академию, эвакуированную в Йошкар-Олу. В 1942 году служил в составе 90-й отдельной разведывательной авиационной эскадрильи (90 ОРАЭ, командир майор М. П. Воронин) Юго-Западного фронта. В августе 1942 года откомандирован в распоряжение АН СССР.
Умер 19 ноября 1990 года в Москве. Похоронен на Новодевичьем кладбище.

## Научная деятельность
В 1940 году, работая в ЛФТИ, совместно с К. А. Петржаком открыл новый тип радиоактивных превращений — спонтанное деление ядер урана. 
Осенью 1942 года, в разгар боёв на фронте, в журнале «Доклады Академии наук СССР» (1942. Том XXXVII, № 2, стр. 67) была опубликована статья «К работам: „Спонтанное деление урана“ и „Спонтанное деление тория“».
В апреле 1942 года написал письмо И. В. Сталину, в котором предложил возобновить прерванные войной урановые проекты. С другой стороны, имеются основания предполагать, что работа Флёрова над письмом Сталину завершена не была и отправлено оно не было.
В 1943 году включён в группу учёных, работавших над советским атомным проектом. При создании первой советской атомной бомбы РДС-1 в 1949 году лично провёл рискованный эксперимент по определению критической массы плутония.
В 1953 году избран членом-корреспондентом Академии наук СССР, а в 1968 году — действительным членом АН.
В 1954 году покинул атомный проект и при поддержке И. В. Курчатова приступил к работам над синтезом трансурановых элементов.
Член КПСС с 1955 года. В том же году подписал «Письмо трёхсот».
В 1957 году перебрался в Дубну и инициировал строительство ускорителя тяжёлых ионов У-300, пуск которого состоялся в 1960 году, а годом позже начались первые эксперименты. У-300 по своим возможностям превосходил все ускорители этого класса во всём мире.
Создатель и научный руководитель Лаборатории ядерных реакций (1957—1990).
С 1965 по 1974 год группой сотрудников Объединённого института ядерных исследований под руководством Флёрова впервые были синтезированы 102-й — 106-й элементы таблицы Менделеева.
Разработанные Флёровым и его сотрудниками технологии трековых мембран (ядерных фильтров) использовались при устранении последствий катастрофы на Чернобыльской атомной электростанции.
В 1968 году — лектор на XXIV Менделеевских чтениях.
Был выдвинут (совместно с Иво Зварой) на Нобелевскую премию по химии 1968 года академиком А. В. Николаевым. Выдвигался в 1970 году на Нобелевскую премию по физике.
Автор нескольких научных открытий, занесённых в Государственный реестр открытий СССР:
- «Спонтанное деление ядер урана» под № 33 с приоритетом от 14 июня 1940 г.
- «Спонтанное деление атомных ядер из возбуждённого состояния (спонтанно делящиеся изомеры)» под № 52 с приоритетом от 24 января 1962 г.
- «Явление запаздывающего деления атомных ядер» под № 160 с приоритетом от 12 июля 1971 г.
- «Сто третий элемент — Лоуренсий» под № 132 с приоритетом от 20 апреля 1965 г. и 10 августа 1967 г.
- «Сто четвёртый элемент — Резерфордий» под № 37 с приоритетом от 9 июля 1964 г.
- «Сто пятый элемент — Дубний» под № 114 с приоритетом от 18 февраля 1970 г.
- «Образование радиоактивного изотопа элемента с атомным номером 106 — Сиборгий» под № 194 с приоритетом от 11 июля 1974 г.

Был членом общественного художественного совета Театра на Таганке.

## Семья
Жена (с 1944 года) — Анна Викторовна (урождённая Подгурская, 1916—2001), дочь одного из основателей Мацестинского курорта, врача-бальнеолога Виктора Францевича Подгурского (1874—1927), польского происхождения. Сын — Николай Георгиевич Флёров (1945—2018). 
Cемья проживала в Москве, Флёров жил в Дубне один в коттедже на улице, которая сейчас носит его имя. После успешного испытания первой советской атомной бомбы 29 августа 1949 года, секретным указом Верховного Совета СССР большая группа участников её создания была удостоена правительственных наград, Флёров получил звание Героя Социалистического Труда, дачу на Рублёвском шоссе в небольшом посёлке рядом с железнодорожной станцией Ильинское Усовской ветки Белорусского направления Московской железной дороги , затем автомобиль «Победа».
Племянник — Виктор Николаевич Флёров (род. 1948), доктор физико-математических наук (1984), профессор школы физики и астрономии факультета точных наук Тель-Авивского университета. Племянница — Алла Николаевна Флёрова (род. 1940), кандидат химических наук, руководитель центра мониторинга инновационного развития промышленности ФГУП.
Двоюродный брат (по материнской линии) — этнограф-востоковед, доктор исторических наук, профессор Евгений Михайлович (Хаимович) Залкинд (1912—1980), заведующий кафедрой всеобщей истории Алтайского государственного университета, автор многочисленных трудов по истории и этногенезу бурят.

## Память
- Именем Флёрова названы Лаборатория ядерных реакций ОИЯИ и улица в Дубне, на которой он жил; в начале улицы установлен бюст учёного.
- В честь Флёрова назван «Лицей № 6 г. Дубны» — им. академика Г. Н. Флёрова. В этом лицее проходит международная школа-конференция молодых исследователей «Флёровские чтения».
- В 2011 году в честь Флёрова 114-й элемент был назван флеровием.
- В 2013 году почта России осуществила выпуск памятной марки, посвящённой Г. Н. Флёрову[21].
- В 2015 году в Ростове-на-Дону открыта памятная доска на доме по ул. Пушкинской, 151, в котором Флёров родился и провёл школьные годы[22].
- Улица в Москве в районе Северный (названа в октябре 2016 года).
- Борт VP-BFG Airbus A320 авиакомпании «Аэрофлот» носит имя Г. Флёрова[23].

Памятник Флёрову и элементу флеровий в Дубне на пересечении улиц Флёрова и Векслера
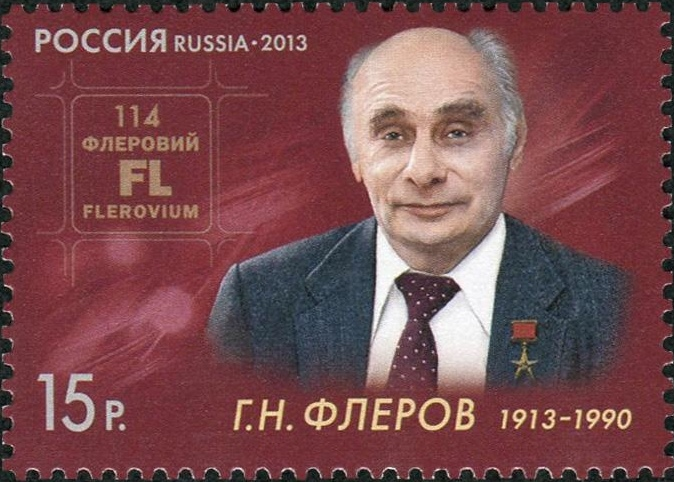
Почтовая марка России  (ЦФА [АО «Марка»] № 1660), посвящённая Флёрову и 114 элементу таблицы Менделеева
Памятная доска в Ростове-на-Дону

## Награды
- Герой Социалистического Труда (29.10.1949)
- 2 ордена Ленина (29.10.1949; 01.03.1983)
- орден Октябрьской Революции (01.03.1973)
- орден Отечественной войны II степени (11.03.1985)
- 3 ордена Трудового Красного Знамени (04.01.1954; 27.03.1954; 17.09.1975)
- орден Красной Звезды (10.06.1945)
- медали
- иностранные ордена и медали
- Лауреат Ленинской премии (1967), дважды лауреат Сталинской премии (1946, 1949), лауреат Государственной премии СССР (1975).
- Удостоен звания «Почётный гражданин города Дубна».

## Комментарии
1. ↑  Подгурская Анна Викторовна Архивная копия от 29 июля 2011 на Wayback Machine: А. В. Подгурская родилась в Пятигорске.
2. ↑  А. Н. Флёрова «Потенциал инновационного обеспечения отраслевой науки» Архивная копия от 4 марта 2016 на Wayback Machine: Дети Николая Николаевича Флёрова от первого брака с Басей Срулевной Магарик (1920—?), впоследствии вышедшей замуж за физика П. Е. Спивака.
3. ↑  Залкинд Евгений Михайлович Архивная копия от 25 октября 2012 на Wayback Machine: сын Виктории Павловны Брайловской-Залкинд (1888—1966) и большевика Хаима Янкелевича Залкинда (1878—1920)
4. ↑  Яков Перецович Браиловский (дядя Г. Н. Флёрова) до эмиграции в 1907 году в Америку участвовал в революционном движении, как и его сестра Мария Павловна Браиловская.
Браиловский Яков Перецович; Браиловская Мария Павловна // Деятели революционного движения в России : в 5 т. / под ред. Ф. Я. Кона и др. — М. : Всесоюзное общество политических каторжан и ссыльнопоселенцев, 1927—1934.